# Слободковский сельсовет (Витебская область)
Слободковский сельсовет — административная единица на территории Браславского района Витебской области Республики Беларусь. Административный центр — агрогородок Слободка.

## Состав
Слободковский сельсовет включает 59 населённых пунктов:
- Адамово — деревня
- Антоновцы — деревня
- Боханы — деревня
- Будилы — деревня
- Бутевцы — деревня
- Верковщина — деревня
- Вязки — деревня
- Говейки — деревня
- Гавриловцы — деревня
- Герасимово — деревня
- Денисовка — деревня
- Дубки — деревня
- Жеймяны — деревня
- Заблотишки — хутор
- Заборные Гумна — деревня
- Заверские Хутора — хутор
- Заверье — деревня
- Запрудье — деревня
- Заречье — деревня
- Застенок Милюны — деревня
- Каменка — деревня
- Княжино — деревня
- Копыловка — деревня
- Кревня — деревня
- Кромы — деревня
- Лаконовщина — деревня
- Лапки — деревня
- Лапяны — деревня
- Ликути — деревня
- Литовщина — деревня
- Луни — деревня
- Масковичи — деревня
- Мизеры — хутор
- Милюны — деревня
- Михеевцы — деревня
- Монастырь — деревня
- Муражи — деревня
- Муторовщина — деревня
- Новый Проект — деревня
- Огони — деревня
- Ольховцы — деревня
- Пантелейки — деревня
- Пепелишки — деревня
- Петкуны — деревня
- Петуховщина — хутор
- Плебанцы — деревня
- Ратюнки — деревня
- Ратюны — деревня
- Родевщина — деревня
- Рубеж — деревня
- Рустяги — деревня
- Слободка — агрогородок
- Суторовщина — деревня
- Тилевцы — деревня
- Устье — деревня
- Филипповщина — деревня
- Хомковщина — хутор
- Хролы — деревня
- Шауры — деревня

## Археология
- На территории национального парка «Браславские озёра», на восточном берегу озера Дзябро (залив озера Неспиш) в 0,3 км от деревни Ма́сковичи находится средневековое городище Ма́сковичи[бел.][2][3][4][5]. Городище открыл в конце XIX века Ф. В. Покровский. Раскопки 1976 — 1988 годах производились Л. В. Дучиц[6]. На нескольких рёбрах были обнаружены нерасшифрованные символы, а также слов KNS↑, что вероятнее всего означает «князь», а рядом с надписью изображён человек с мечом и щитом[7][8][9]. На городище на фрагментах костей животных и птиц обнаружен комплекс из 48 младшерунических надписей. Комплекс содержит надписи магического характера (амулеты), личные имена и отдельные слова, скандинавские, латинские, руноподобные знаки[10][11], элементы рисуночного письма — лодку с направлением движения, изображение вооружённого воина[12]. На городище Масковичи найдены лунничные височные кольца арефинского типа[13].
- На южной окраине села Ратюнки[бел.] расположено городище. Оно возвышается над микрорайоном на 10 м. Участок круглый, диаметром 45 м, земляных работ нет. Известно с 1895 года. Исследовано Л. В. Дучиц. Культурный слой 0,6 м, фрагменты лепнины и керамики, железные ножи, рыболовные крючки, цилиндрический замок с кривошипным ключом, бронзовая спиральная трубка, пластинчатый браслет, гладкий стеклянный синий браслет, глина, сланец и сланец, каменный сланец, костяные наконечники стрел и копья. Среди находок — фрагмент изделия из кости с изображениями человека с одной стороны и всадника с другой. Поселение датируется VII веком до н. э. — XIII веком н. э. Относится к днепро-двинской культуре, культуре штрихованной керамики и к периоду Киевской Руси[14][15].